# 찰스 오즈번
찰스 오스본(Charles Osborne, 1894년 4월 2일 ~ 1991년 5월 1일)은 미국의 잘 알려진 딸꾹질를 가장 오래한 사람이다. 1922년부터 1990년까지 69년 5개월간 끊임없이 딸꾹질를 하였다.

## 생애
오즈번의 딸꾹질은 1922년에 시작되어 약 68년간 진행되었다. 오즈번의 딸꾹질은 도축 전 돼지를 계량할 때 시작되었다. 처음에는 딸꾹질의 횟수는 분당 40회이였으며, 점차적으로 하락하고 분당 20회 정도가 되었다. 이 상태에도 불구하고, 오즈번은 정상적인 사회 생활을 하였으며, 두 번이나 결혼하여 8명의 자녀를 두었다.
이로 기네스 세계기록에 등재되었으며, 오즈번은 약 68년 동안 딸꾹질을 4억 천만 회 이상했던 것으로 추정되고 있다. 1990년 6월 5일 딸꾹질이 멈추었으며, 딸꾹질이 멈추고 나서 약 1년 후인 1991년 5월 1일 궤양으로 합병증을 일으키고, 아이오와 주의 매리언 헬스 센터(Marian Health Center)에서 사망하였다.